# 公法
公法（英語：public law）是指規範政府與人民之間關係的法律，特色在於其規範的是国家权力一方對人民下命式的關係。而在更精確的定義下，只要適用法律一方的主體（公权力主體），利用它不對等的「高權」行使其權利時，那麼規範這個行為的法律便是公法。但若是這個公權力主體並非利用其高權，而是平等地與一般人民行使其权利，則該行為應該受私法而非公法的規範。

## 種類
- 狹義的公法：
  - 憲法
  - 行政法
  - 稅法
  - 環境法
- 廣義的公法：
  - 訴訟法
    - 民事訴訟法
    - 刑事訴訟法
    - 行政訴訟法

  - 刑法
- 公私法混合類型：
  - 勞動法

## 原則

### 比例原則
比例原則隱含於各個領域法律的重要概念，也是判斷法律是否違反憲法的審查基準。比例原則的操作，一般認為需符合三項子原則：
- 目的性：指手段必需能夠達成目的。
- 合適性：指應選擇所有能達成目的的方法中，對人民權利侵害最小的手段。
- 狹義比例性：謂手段與所欲達成的目的間不能過度失衡。

### 平等原則
平等原則是現代法律的基石，在公法上的地位更屬重中之重，素有公法的「帝王條款」之稱。其核心要旨乃人人於法律面前均為平等，無論性別、種族、宗教、階級、職業、文化與性傾向，不得因之而有差別待遇。
然而，所謂平等並非僅指表面上的形式平等，而應以個體所立基之差異，給予合理的差別待遇，稱為實質平等；具體的法律體現包括勞動法規或性平法規中給予女性產假、生理假等等。

### 信賴保護原則
信賴保護是指人民對於法律或公權力措施，因其所附帶或衍生的法律效果受有利益者，則人民對於該法律或措施之信賴應該受到保護；換言之，信賴保護可以視作約束國家必需遵守誠信的一項原則。
欲適用信賴保護原則，首先必須要有獲益的信賴基礎，而且該信賴基礎必需是值得法律保護的，更不能與重大公益有違。
不溯及既往原則
「不溯及既往」是從信賴保護原則中衍生出的概念，指法律不能回溯適用過去已經發生的事實，否則會使得人民無從遵守。

### 法律優位原則
指下位階的法律不得牴觸違反上位階的法律。例如，行政機關制定頒布的行政命令（包括法規命令與行政規則）不得牴觸憲法和國會通過的法律（狹義法律）；狹義的法律也不能牴觸憲法。

### 法律保留原則
又稱「積極的依法行政」，大略指限制人民權利的事項，必需經由國會通過的法律層級授權，不得單以行政命令制定規範；換言之，行政機關發布限制人民權利之命令事項，需有法律之授權，否則即有違法律保留。
授權明確性
法律明確性原則是法律保留所衍生出的下位概念，意指法律的規範需使人民得以預見其規範效果，以及能夠充分理解法條的含義；「授權明確性」則係指法律授權行政機關制定限制人民權利的事項，其目的、內容、及範圍必需符合明確性原則，始為適法。
憲法保留事項
部分限制人民重要權利的事項，如限制人身自由的逮捕、拘禁等，如為憲法所明文規範者，即屬憲法保留事項，法律及命令皆不得違反之。
法官保留原則
指某些限制人民權利的重大措施或處分，不得由偵查機關或治安機關逕自發動執行，而係需經由法院加以審查並批准後，方得執行。

### 不當連結禁止原則
所謂「不當聯結禁止」是指行政行為對人民造成不利益所使用之手段，必須與行政行為所欲追求之目的間有合理之聯結關係存在。其目的在防止行政機關利用其優勢地位而濫用公權利，造成人民不合理的負擔。本項原則於附附款之行政處分及行政契約等行政行為中，運用最為廣泛。